# Pleurodema alium
Pleurodema alium é uma espécie de anfíbio da família Leptodactylidae. Endêmica do Brasil, pode ser encontrada nos estados da Bahia e de Minas Gerais.